# Wisconsin Badgers football
La squadra di football dei Wisconsin Badgers rappresenta l'Università del Wisconsin-Madison. I Badgers competono nella Football Bowl Subdivision (FBS) della National Collegiate Athletics Association (NCAA) e nella Big Ten Conference. La squadra è allenata dal 2015 da Paul Chryst. Dalla sua nascita nel 1889, Wisconsin ha avuto nelle proprie file due vincitori dell'Heisman Trophy e otto giocatori indotti nella College Football Hall of Fame.

## Origini del nome
Il soprannome della squadra ha origine nei primi anni di storia del Wisconsin. Negli anni 1820 e 1830, cercatori di metalli giunsero nello stato alla ricerca di minerali, principalmente piombo. Senza rifugi nei periodi invernali, i minatori "vivevano come tassi" nei tunnel scavati nelle colline.

## Record dell'istituto
Yard corse
- Carriera: 7.125, Ron Dayne (1996–99)
- Stagione: 2.587, Melvin Gordon (2014)
- Partita: 408, Melvin Gordon (15 novembre 2014 vs. Nebraska) ex record NCAA[3]

Yard passate
- Carriera: 7.686, Darrell Bevell (1992–95)
- Stagione: 3.175, Russell Wilson (2011)
- Partita: 423, Darrell Bevell (23 ottobre 1993 vs. Minnesota)

Yard ricevute
- Stagione: 3.468, Lee Evans (1999–2003)
- Carriera: 1.545, Lee Evans (2001)
- Partita: 258, Lee Evans (15 novembre 2003 vs. Michigan State)

## Premi individuali

### Finalisti dell'Heisman Trophy

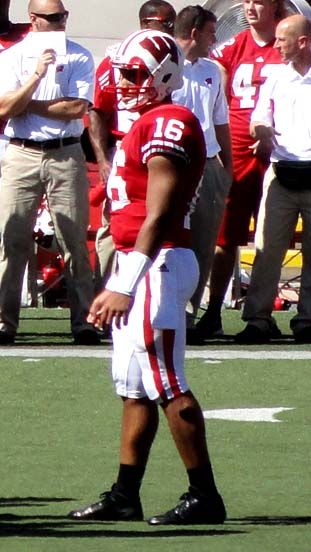
Russell Wilson detiene il record di yard passate in una stagione coi Badgers.

| Anno | Atleta           | Pos.      |
| ---- | ---------------- | --------- |
| 1938 | Howard Weiss     | 6º        |
| 1942 | Dave Schreiner   | 10º       |
| 1953 | Alan Ameche      | 6º        |
| 1954 | Alan Ameche      | Vincitore |
| 1959 | Dale Hackbart    | 7º        |
| 1962 | Pat Richter      | 6th       |
| 1962 | Ron Vander Kelen | 9º        |
| 1999 | Ron Dayne        | Vincitore |
| 2011 | Montee Ball      | 4º        |
| 2011 | Russell Wilson   | 9º        |
| 2014 | Melvin Gordon    | 2º        |

### Membri della College Football Hall of Fame

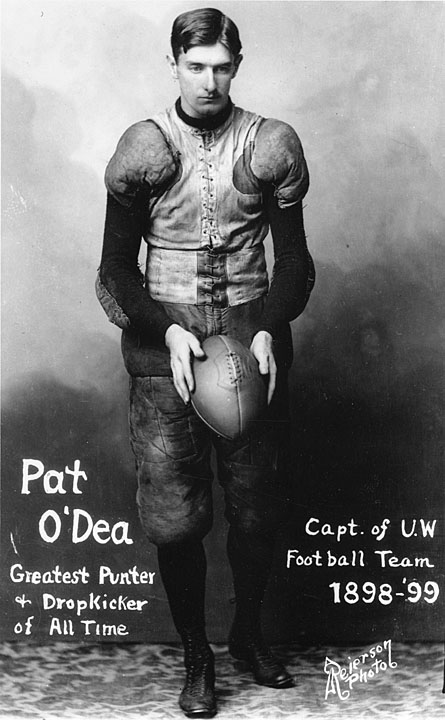
Pat O'Dea fu la stella dei Badgers nel periodo 1896–1899 nel ruolo di fullback.

| Nome           | Ruolo                      | Anno |
| -------------- | -------------------------- | ---- |
| Barry Alvarez  | Capo-allenatore            | 2010 |
| Alan Ameche    | Fullback                   | 1975 |
| Marty Below    | Tackle                     | 1988 |
| Bob Butler     | Tackle                     | 1972 |
| Ron Dayne      | Running Back               | 2013 |
| Pat Harder     | Fullback                   | 1993 |
| Elroy Hirsch   | Running Back/Wide Receiver | 1974 |
| Philip King    | Capo-allenatore            | 1962 |
| George Little  | Capo-allenatore            | 1955 |
| Pat O'Dea      | Punter/Kicker              | 1962 |
| Pat Richter    | Wide Receiver              | 1996 |
| Dave Schreiner | Tight End                  | 1955 |

### Membri della Pro Football Hall of Fame
| Nome         | Ruolo         |
| ------------ | ------------- |
| Arnie Herber | Quarterback   |
| Elroy Hirsch | Wide Receiver |
| Mike Webster | Centro        |

### Numeri ritirati
- 33 Ron Dayne RB
- 35 Alan Ameche FB
- 40 Elroy Hirsch RB, WR
- 80 Dave Schreiner E
- 831 Allan Shafer QB
- 88 Pat Richter E, WR, P

1 Shafer disputò solo sei partite con la squadra prima di morire per gli infortuni riportati nella gara dell'11 novembre 1944. Aveva 17 anni.